# Scylacosaurus
Scylacosaurus — викопний рід тероцефальних терапсид. Він оцінюється в 259.0–254.0 Ma, локація: пермський період ПАР.